# 정남규 (범죄인)
정남규(鄭南奎, 1969년 4월 17일 ~ 2009년 11월 22일)는 2004년 1월부터 2006년 4월까지 13명을 살해한 대한민국의 연쇄살인자이다.

## 생애
정남규는 1969년 4월 17일에 전라북도 장수군에서 농업에 종사하는 가정의 3남 4녀 중 장남으로 태어났으며, 중학교를 졸업한 후 홀로 남원에서 자취하며 상업고등학교를 다녔다.
그러다 고등학교 2학년 때 온 가족이 인천광역시로 이사하게 되자 영진상업고등학교로 전학했다. 그의 학창 시절 성적은 중하위권에 머물렀으며, 고등학교 졸업 후 4개월간 음료 공장에 다니기도 하였으나 직장 생활에 적응을 못해 그만두고 떡 방앗간에서 배달일을 하거나 건축 공사 현장에서 일을 하기도 하였다. 이후 군입대를 하였으며 육군 하사로 만기 제대(1992)하였다. 이후 별다른 직업 없이 생활하였으며, 절도 등 범죄 행위로 생계를 유지하여 왔다.
정남규는 어린 시절 아버지(1999년 사망)의 끊이지 않는 폭행과 자신을 아껴주던 동네 아저씨로부터 성추행과 성폭행, 성희롱을 당한 일로 학교 생활에 잘 적응하지 못했으며, 고등학교 재학 중에는 동급생이나 선배들에게 집단괴롭힘과 학교폭력을 겪었고, 후배들에게 무시당하는 일도 빈번했다. 고등학교 재학 중 자취방 옆에 살던 아저씨에게 두 번이나 성폭행을 당했다고 한다. 군 복무 시절에도 선임들에게 가혹행위와 심한 구타를 겪었고, 한 선임에겐 또 다시 성폭행을 당했다. 후임들에게는 기수열외를 당하는 등 군 전역 후 사회생활을 힘들어하며 사회에 대한 복수심으로 범죄의 늪에 빠지게 되었다.
그는 1989년 4월 특수강도죄로 징역 2년 6개월, 집행유예 4년, 1994년 절도죄로 징역 8개월, 집행유예 2년 및 벌금 20만 원 등의 선고를 받은 후, 1996년 성폭력범죄의 처벌 및 피해자 보호 등에 관한 법률 위반죄로 징역 2년 6월, 1999년 성폭력범죄의 처벌 및 피해자 보호 등에 관한 법률 위반죄(절도, 강간 등) 징역 2년, 2002년 절도죄로 징역 10월 등 총 3년 4개월간 교도소에 수용된 경험이 있었다.
30대 시절에는 어머니, 누나와 3명이서 함께 살았지만, 가족 중 직장을 가진 이가 없어 기초생활수급자로 어머니 명의의 낡은 주택에 딸린 방을 세놓고 받는 월세 55만 원이 수입의 전부였다.
요약하자면 가난, 가정폭력, 성폭력, 학교폭력, 가혹행위 등 끔찍한 폭력들을 전부 다 겪은 매우 불행한 인생을 살았다고 할 수 있다. 물론 이러한 과거에 대한 상처가 자신과 아무런 관련도 없는 이들을 대상으로 한 그의 범행들을 정당화시킬 수는 없다.
2004년 1월 14일에 그는 경기도 부천시에서 남자 초등학생 2명을 납치 및 성폭행 한 뒤 살해한 부천 초등학생 피살 사건으로 살인자가 되었고, 이후 경기도와 서울특별시 일대를 돌아다니며 심야에 귀가하는 여성들을 무차별적으로 살해하거나 거주지에 침입하여 살인과 방화를 함께 저지르는 등 연쇄살인 행각을 벌였다. 그가 주로 동작구, 구로구, 관악구, 금천구 등 서울 서남부 일대에서 살인을 벌여 이 연쇄살인은 서울 서남부 연쇄살인 사건이라고 불린다. 남자 초등학생을 성폭력 후 살해하였던 것은 정남규도 어렸을 때 성인 남성에게 성폭력을 당했던 경험과 관련있다고 알려졌다.
2006년 4월 22일에 신길동에서 살해하려던 남성 및 남성의 아버지와의 격투 끝에 경찰에 의해 체포되었다. 조사결과 그는 이문동 살인사건의 진범으로 밝혀졌다. 2006년 6월 7일에 구속 기소되었다. 2007년 4월 12일 대법원에서 사형이 확정되어 서울구치소에 수감되었다.
2009년 11월 21일 오전, 정남규가 구치소 독방에서 목을 매 자살을 기도한 것을 교도소 근무자가 발견하여 병원으로 옮겼으나, 다음날 새벽에 사망했다.

## 같이 보기
- 부천 초등학생 피살 사건
- 강호순
- 유영철
- 정두영
- 김해선
- 사이코패스
- 우범곤 순경 사건
- 조승희
- 정성현 (범죄인)

## 정남규를 모티브로 한 작품
- 2007년 K star 살인자는 말한다 ep.1 " 죽여야 사는 남자 " 로 방영했다.
- 2008년 tvN 범죄의 재구성 ep.7로 방영했다
- 2021년 SBS 꼬리에 꼬리를 무는 그날 이야기시즌2 ep.6 " 악마를 보았다 : 정남규 연쇄살인사건 " 으로 방영했다.
- 2022년 SBS드라마 악의 마음을 읽는 자들 에피소드로 나왔다. (배우: 김중희)
- 2022년 E채널 용감한 형사들시즌1 ep.5 로 방영했다.  (영등포 : 👨‍✈️이두연)

- 2022년 채널A 블랙 : 악마를 보았다 ep.13로 방영했다.
- 2023년 KBS 스모킹건 ep.18 " 충동을 참을 수 없어요. " 로 방영했다.